# Lord Parker's 'Oliday
Lord Parker's 'Oliday is de 30e aflevering van Thunderbirds, de Supermarionationtelevisieserie van Gerry Anderson. Het is de vierde aflevering van het tweede seizoen. De aflevering werd voor het eerst uitgezonden op ATV Midlands op 23 oktober 1966.

## Verhaal
In het Italiaanse plaatsje Monte Bianco hebben professor Lungren en zijn assistent Mitchell een installatie gebouwd voor zonne-energie. De schotel op het dak volgt de zon gedurende de hele dag, en zet het zonlicht om tot stroom. Ondertussen, in Engeland, maken Lady Penelope Creighton-Ward en Aloysius Parker zich klaar voor een vakantie. Ze zijn uitgenodigd om aanwezig te zijn in Monte Bianco wanneer de stad geheel van stroom uit zonne-energie wordt verlicht.
In het hotel van Monte Bianco maken Signor Farccini en zijn assistent Bruno alles klaar voor de gasten. Bruno is nogal bijgelovig en vindt het hele idee van zonne-energie maar niets. Hij is ervan overtuigd dat de zon wraak zal nemen en er een grote ramp zal plaatsvinden. Tegen de avond hebben Lungren en Mitchell genoeg energie opgeslagen om de stad die nacht van stroom te voorzien. Net op dat moment breekt voor het eerst in twee maanden een storm uit. Penelope en Parker arriveren in de stromende regen in het hotel.
Die nacht breekt het grote moment aan, en na een speech van Farccini wordt de stroom ingeschakeld. De storm neemt echter sterk toe en een bliksem raakt het zonnestation. De reflector trekt bliksems aan als een magneet. Na nog een aantal blikseminslagen, sluit Lungren de stroom af. Het is echter al te laat. De reflector valt van het station en rolt van de berg, waar hij halverwege blijft liggen.
De storm trekt op en de maan breekt door het wolkendek. Het maanlicht wordt door de reflector direct naar de stad gekaatst en verlicht de hele stad. Het feest in het hotel gaat nu door, maar Penelope wordt door Bruno gewaarschuwd dat er groot gevaar dreigt. Ze beseft dat hij gelijk heeft; de reflector zal de volgende ochtend ook het zonlicht naar de stad kaatsen. Dit zal alles dermate doen opwarmen dat de hele stad zal afbranden. Ze probeert International Rescue op te roepen, maar de bergen verstoren het radiosignaal. Daarom rijdt ze met FAB 1 naar zee, en vaart een stukje de zee op. Scott, Virgil, Alan en Brains vertrekken met Thunderbird 1 en 2.
Penelope geeft Parker de taak om de gasten af te leiden zodat ze het hotel niet verlaten. Daarna vertrekt ze naar het zonnestation, waar Mitchell berekent dat over een uur de zon al sterk genoeg is om de stad af te branden. In het hotel organiseren Parker en Bruno “Lord Parker’s Bingo”. Thunderbird 1 en 2 arriveren. Brains is bang dat ze de 400 ton zware reflector niet op kunnen tillen, en komt met het plan hem van richting te veranderen. In het hotel weet Parker met zijn nieuwe status als Lord de gasten zover te krijgen zijn spelletje mee te spelen.
Met een hittebestendig pak aan daalt Brains af naar de reflector. Alan laadt de Magno-Grip (een grote magneet) uit waarmee Virgil de reflector wil draaien. Er is echter geen beweging in te krijgen en Brains vreest dat het draaimechanisme vastzit. Hij moet het eerst lossnijden met een laser. Om wat tijd te rekken laat Brains Scott met Thunderbird 1 een rookgordijn opwekken dat het zonlicht verduistert. Nadat Brains klaar is, probeert Virgil nogmaals de reflector te verplaatsen. Dit keer slaagt het, maar in plaats van gewoon te draaien valt de reflector nog verder de berg af. Alan ziet ook Brains vallen en verpletterd worden onder een aantal stenen. Gelukkig bleek het enkel het pak te zijn (Brains had het uitgetrokken omdat het te benauwd zat), en Brains zelf staat nog op de berg.
De missie is volbracht en de Thunderbirds vertrekken weer. In het hotel verontschuldigt Parker zich tegenover Penelope dat hij zich voordeed als een Lord. Hij was bang dat de gasten niet zouden luisteren naar een butler. Omdat het een noodsituatie betrof vergeeft Penelope het hem.

## Rolverdeling

### Reguliere stemacteurs
- Jeff Tracy — Peter Dyneley
- Scott Tracy — Shane Rimmer
- Virgil Tracy — David Holliday
- Alan Tracy — Matt Zimmerman
- Brains — David Graham
- Lady Penelope Creighton-Ward — Sylvia Anderson
- Aloysius Parker — David Graham

### Gastrollen
- Professor Lungren - Peter Dyneley
- Mitchell - Charles Tingwell
- Senor Farccini - Jeremy Wilkin
- Bruno - Charles Tingwell
- Party Goer - David Graham

## Machines
De machines en voertuigen in deze aflevering zijn:
- Thunderbird 1
- Thunderbird 2 (met capsule 3)
- FAB1
- Zonnestation

## Fouten
- Hoewel John Tracy niet voorkwam in deze aflevering, wordt Ray Barrett wel in de aftiteling genoemd als “de stem van John”.

## Trivia
- In de serie is dit de laatste aflevering waar Thunderbird 1 in voorkwam. De machine deed nog wel mee in de films.
- De pianist in het hotel is Cass van de “Cass Carnaby Five” uit de aflevering The Cham-Cham.
- De Mitchell-pop werd eerder gebruikt voor Kapitein Ashton in Alias Mr. Hackenbacker.
- De scène van Thunderbird 2 die 's nachts vliegt is hergebruikt beeldmateriaal uit de aflevering The Man From MI.5.
- De kade waar de FAB1 vanaf het water induikt is dezelfde kade als uit de film Thunderbirds are go.